# Ляйнфельден-Ехтердінген
Ляйнфельден-Ехтердінген (нім. Leinfelden-Echterdingen) — місто в Німеччині, знаходиться в землі Баден-Вюртемберг. Підпорядковується адміністративному округу Штутгарт. Входить до складу району Есслінген.
Площа — 29,90 км2. Населення становить 40 161 ос. (станом на 31 грудня 2020).